# Condado de Soissons

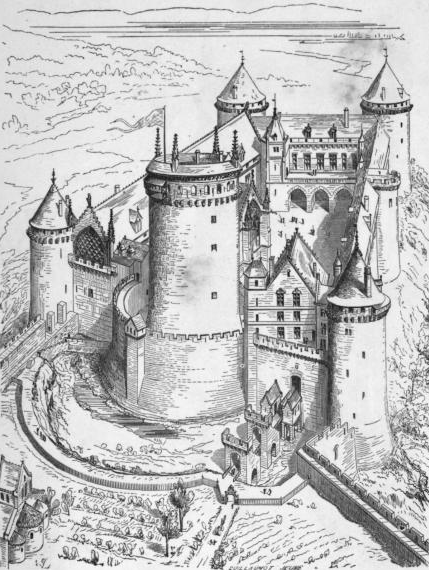
O senhorio de Coucy, onde se situa o famoso Château de Coucy, foi integrados no Condado de Soissons no século XIV

O Condado de Soissons foi um feudo do Reino de França que existiu desde finais do século IX no Noroeste de França, nas regiões à altura chamadas de Vermandois e Brie. Deriva o seu nome da maior e principal localidade do feudo: a vila de Soissons, nas margens do rio Aisne, que hoje se insere na região francesa da Picardia. O Condado devia grande parte da sua importância à sua localização geográfica: era ponto de passagem de rotas comerciais e importante localização estratégica a apenas 100 km de Paris. Uma das regiões mais ricas de França na Idade Média, o seu brilho esbateu-se durante o século XVI devido às Guerras Religiosas. A região foi saqueada por Carlos V em 1544 e pelas forças Huguenotes em 1565.
O primeiro conde de Soissons foi Herberto II de Vermandois, um grande senhor feudal na Picardia, descendente de Carlos Magno. O Condado foi governado por inúmeras famílias que o foram herdando aos longo dos séculos. Esteve sempre sujeito à vassalagem do Rei de França, mas durante grande parte da Idade Média os seus senhores foram praticamente independentes. Com a centralização régia e o fim do sistema feudal no advento da Idade Moderna, os Condes de Soissons tornaram-se de facto sujeitos da mercê real. A relação entre os condes e a região geográfica que dera origem ao título esbateu-se pela ausência destes em Paris. Acabou por ser cedido ao Príncipe Real, o Duque d'Orleães, em 1734 com a morte do último titular Eugénio João Francisco de Saboia sem descendência, pela tia deste último Maria Ana Victória de Saboia. O Condado só seria formalmente dissolvido com a Revolução Francesa em 1789.

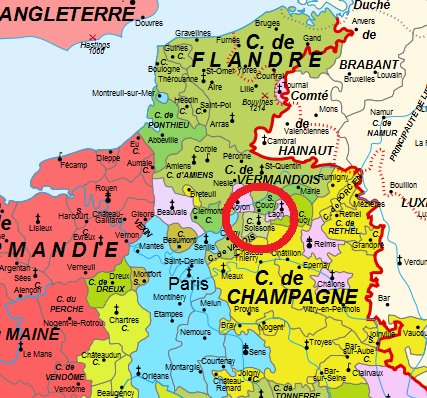
Localização do Condado de Soissons, com as suas delimitações do século XII